# Bakkushan
Bakkushan war eine aus Mannheim stammende Band, die Musik aus den Stilrichtungen Indie und Alternative Rock mit deutschsprachigen Texten versah.
Der Name der Band stammt aus dem Japanischen (japanisch バックシャン) und beschreibt sinngemäß „eine Frau, die von hinten besser aussieht als von vorne“.

## Geschichte
Während des Musikstudiums an der Popakademie Baden-Württemberg in Mannheim gründete Songschreiber Daniel Schmidt zusammen mit Christian Kalle, Robert Kerner und Jan Siekmann im Juni 2007 die Band Bakkushan. Bereits am 28. Juli 2007 standen sie auf der Bühne der Pop-Akademie bei der Veranstaltung Arena of Pop. Zuhause am Computer entwickelte Daniel Schmidt die erste EP mit fünf Titeln, um sie als Demo zu nutzen und mit der Band umzusetzen. Auf der EP befanden sich Demoversionen der Songs Baby du siehst gut aus, Lass die Sonne und mich allein sowie der Titel Springwut, nach dem die EP benannt wurde. Aufgrund der überraschenden Erfolge, die der Titel Springwut im Internet verbuchen konnte, wurde die erste EP unter ebendiesem Titel Springwut noch im selben Jahr veröffentlicht. Das zugehörige Musikvideo entstand ohne externe Geldgeber in Eigenregie.
Die erste Tour mit fast 40 Auftritten wurde von der Band 2008 ebenfalls selbständig geplant und durchgeführt. Nach dem Gewinn des Jägermeister Rock:Liga Videocontests ergab sich die Möglichkeit zur Produktion eines professionellen Videos zum ersten Titel Springwut. Durch den Gewinn des Beck’s On Stage Festival Challenge 2008 erhielten Bakkushan einen Auftritt beim Hurricane Festival 2008. Darüber hinaus verbreitete die Band ihre Musik über MySpace. Nach einem Live-Konzert kam ein A&R-Manager des Labels EMI auf sie zu und bot ihnen einen Vertrag an. Bakkushan lehnten jedoch vorerst ab, weil sie noch weiter an ihrer Musik feilen wollten, und suchten den Manager ein halbes Jahr später auf, um den angebotenen Plattenvertrag abzuschließen.
Im Jahr 2008 wurde Bakkushan von EMI Virgin Records unter Vertrag genommen und die Arbeiten am Debütalbum begannen Ende des Jahres in Köln unter Leitung der Produzenten Daniel Schmidt und Moritz Enders, der zuvor mit den Donots, Revolverheld, Livingston und Blackmail arbeitete. Im Frühjahr 2009 war die Band in Deutschland, Österreich und der Schweiz zu sehen. Mit Baby, Du siehst gut aus wurde am 12. Juni 2009 die erste Single veröffentlicht. Dieser Titel war zugleich auf dem Soundtrack zum Film Vorstadtkrokodile 2 enthalten.
Das Debütalbum der Band, das bereits am 11. September 2009 hätte veröffentlicht werden sollen, wurde am 26. März 2010 veröffentlicht und trug den Bandnamen als Titel. Die Single Alles war aus Gold wurde bereits zuvor am 12. März 2010 veröffentlicht. Am 16. April 2010 traten Bakkushan in der 43. Folge von MTV Home auf. An diesem Tag waren sie mit ihrem Debütalbum auf Platz 96 der Albumcharts vertreten. Es folgten Auftritte mit Jennifer Rostock und Jupiter Jones. Im Frühjahr und Sommer 2010 war Bakkushan auf Tournee in Deutschland und Österreich unterwegs.
Am 23. Juli 2010 veröffentlichten Bakkushan ihre dritte Single Lass die Sonne und mich allein. Mit dieser Single traten sie Mitte Oktober 2010 in der Fernsehserie Gute Zeiten, schlechte Zeiten auf, wo sie zugleich die, erst im Anschluss an die Dreharbeiten der Folge veröffentlichte, Single Springwut spielten.
Bakkushan vertrat das Bundesland Baden-Württemberg am 1. Oktober 2010 in Berlin beim Bundesvision Song Contest 2010. Dort präsentierten sie aus dem Debütalbum Bakkushan ihre vierte Single Springwut, die am 27. September 2010 erschien. Sie belegten beim Wettbewerb Platz 9 mit 39 Punkten.
Am 30. März 2011 vertonte die Band in einer Werbeaktion für Vodafone namens „#tweetlied“ elf Stunden lang Kurzmeldungen, die Benutzer auf Twitter und Facebook für diese Aktion eingaben.
Am 29. Juni 2012 erschien die Single Nur die Nacht vom zweiten Album Kopf im Sturm, dessen Veröffentlichung von EMI für den 13. Juli 2012 angekündigt wurde.
Am 31. März 2013 gaben Daniel Schmidt und Christian Kalle auf der Facebook-Seite der Band bekannt, dass Robert Kerner und Jan Siekmann ab sofort nicht mehr Mitglieder von Bakkushan seien. Für die in der darauffolgenden Woche startende Kopf im Sturm-Tournee wurde mit Benny und Flip für Ersatz an Gitarre bzw. Schlagzeug gesorgt.
Seit 2015 gab es keine Aktivitäten der Bandmitglieder mehr. Jan Siekmann bestätigte, dass Bakkushan seines Wissens „Geschichte“ sei.

## Diskografie

### Alben
- 2010: Bakkushan
- 2012: Kopf im Sturm

### EPs
- 2007: Springwut

### Singles
- 2009: Baby, du siehst gut aus
- 2010: Alles war aus Gold
- 2010: Lass die Sonne und mich allein
- 2010: Springwut
- 2012: Böse Mädchen feiern besser
- 2012: Nur die Nacht

## Auszeichnungen
- Gewinner des „Jägermeister Rock:Liga Videocontest 2008“
- Gewinner des „Beck’s On Stage Festival Challenge 2008“